# Анаконда (фільм, 2025)
«Анаконда» (англ. Anaconda) — майбутній американський комедійний фільм жахів 2025 року режисера Тома Гормікана за сценарієм Гормікана та Кевіна Еттена, у головних ролях — Джек Блек, Пол Радд, Селтон Мелло, Даніела Мельхіор, Тандіве Ньютон та Стів Зан. Це шоста частина серії фільмів «Анаконда» та переосмислення оригінального фільму 1997 року.

## Синопсис
Група друзів переживає кризу середнього віку. Вони вирішують зняти римейк улюбленого фільму своєї юності, але, потрапивши в джунглі, стикаються з несподіваними подіями.

## Акторський склад
| Актор             | Роль                                                 |
| ----------------- | ---------------------------------------------------- |
| Джек Блек         | Даг МакКаллістер весільний відеооператор             |
| Пол Радд          | Рональд «Гріфф» Гріффен-молодший актор другого плану |
| Селтон Мелу       | Сантьяго Брага                                       |
| Даніела Мельхіор  | Ана Алмейда                                          |
| Тенді Ньютон      | Клер Сімонс подруга Дага і Гріффа                    |
| Стів Зан          | Кенні Трент друг Дага і Гріффа                       |
| Малі МакКаллістер | дружина Дага                                         |

## Виробництво
24 січня 2020 року було оголошено, що Columbia Pictures розробляє перезапуск «Анаконди» 1997 року, а сценарій напише Еван Догерті. У березні 2023 року стало відомо, що режисером фільму буде Том Гормікан. У серпні 2024 року Джек Блек та Пол Радд були затверджені на головні ролі, а Том Гормікан підтвердив, що напише сценарій разом з Кевіном Еттеном. У вересні до акторського складу приєдналася Даніела Мельхіор. У січні 2025 року до акторського складу приєдналися Тандіве Ньютон, Стів Зан, Селтон Мелло та Іон Скай, а основні зйомки розпочалися того ж місяця в Австралії. Зйомки завершилися наприкінці лютого 2025 року.

## Реліз
Вихід фільму у Сполучених Штатах заплановано на 25 грудня 2025 року.